# Рыкса Лотарингская
Ры́кса (Рихеза, Рикса) Лотарингская (около 995, Лотарингия, метрополия Франции — 27 марта 1063, Зальфельд) — королева Польши, жена (с января 1013) Мешко II Ламберта, мать Казимира I Восстановителя. Рыкса была дочерью пфальцграфа Лотарингского Эццо и Матильды Саксонской, которая в свою очередь приходилась дочерью императору Священной Римской империи Оттону II и его супруге Феофано, византийской принцессе.

## Биография

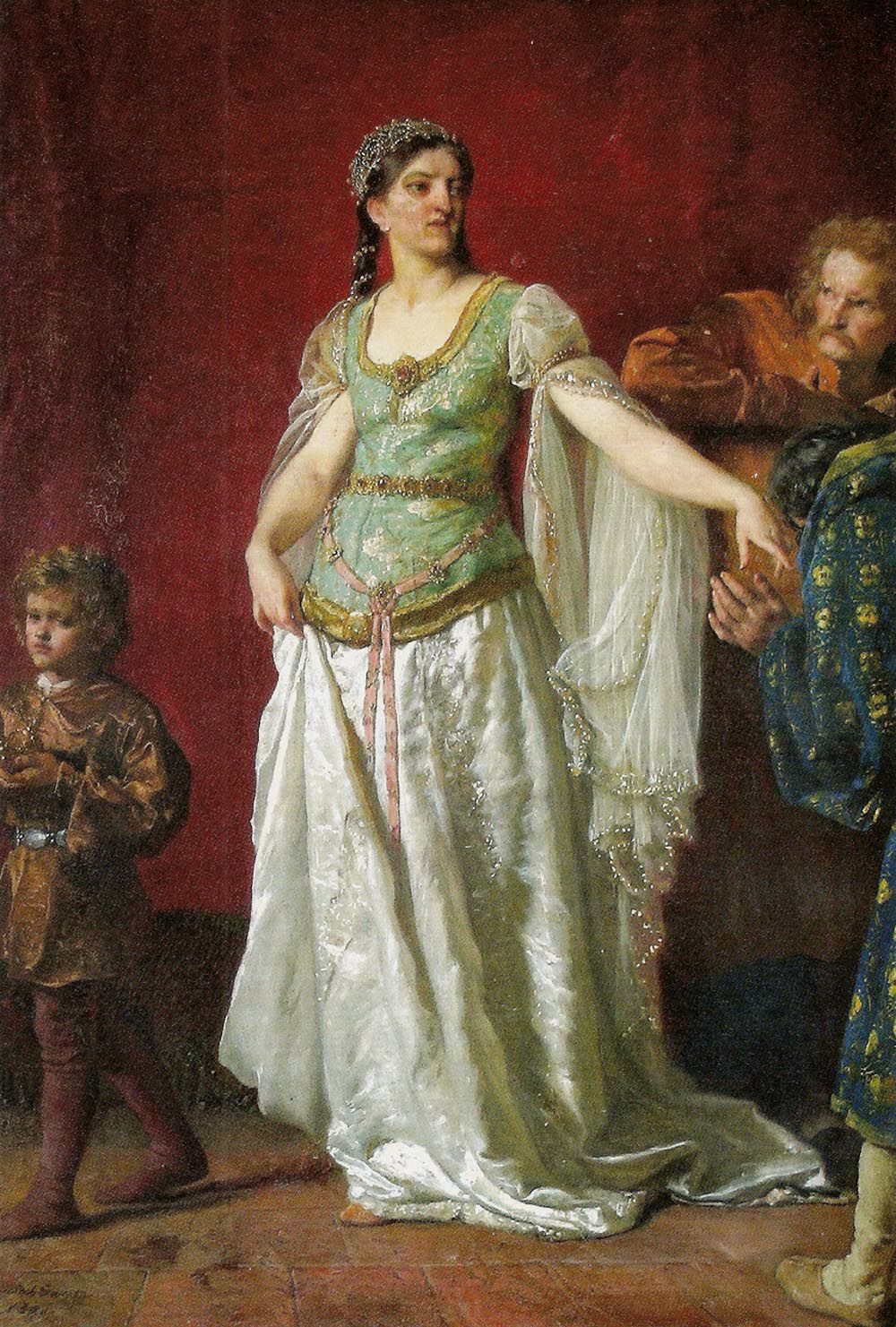
Войцех Герсон. Королева Рыкса.

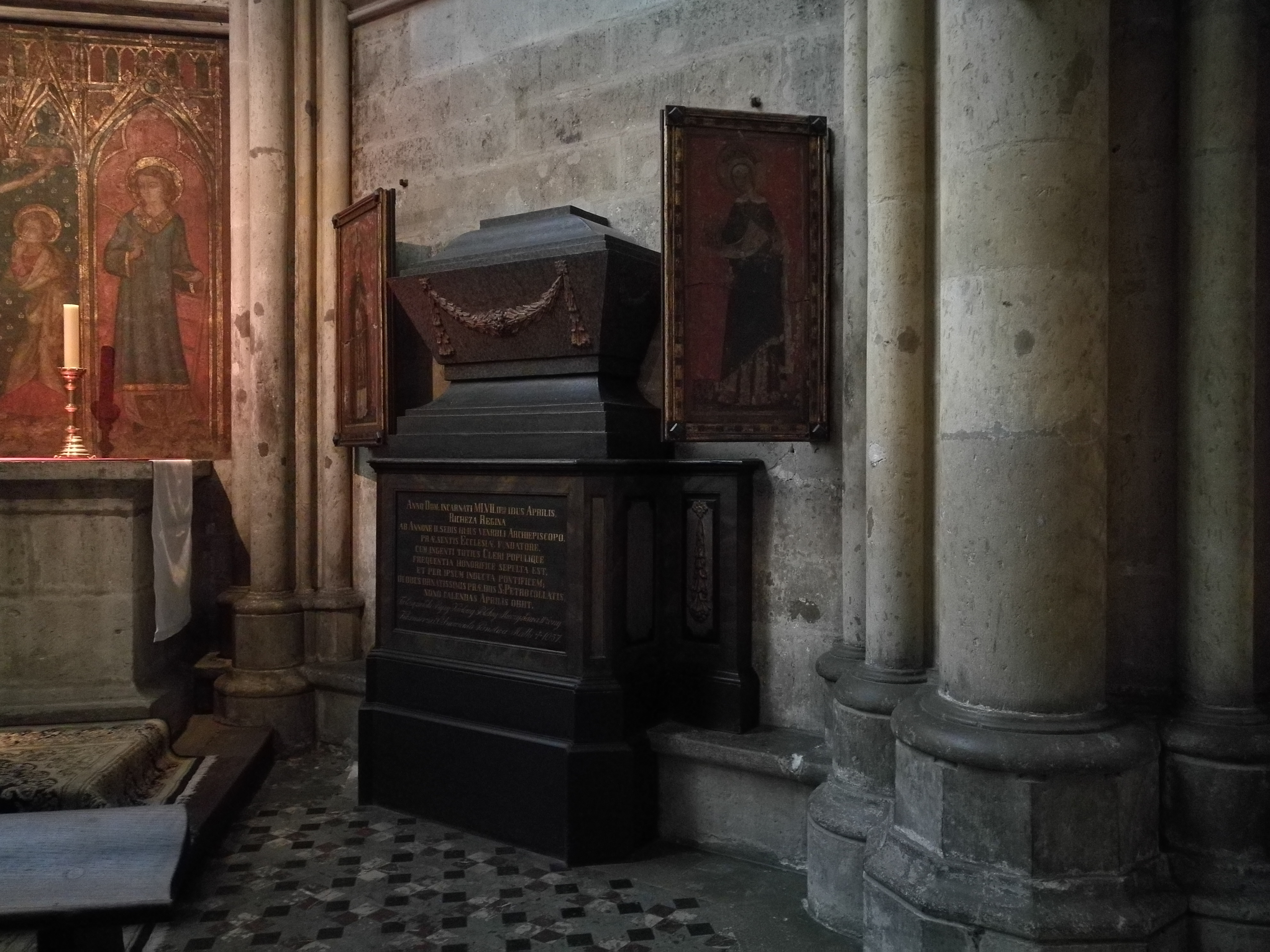
Усыпальница Рыксы Лотарингской в часовне св. Иоанна, Кёльнский собор.

Рыкса происходила из семьи, принадлежащей к высшей немецкой аристократии того времени. У неё было трое братьев и шесть сестёр: Аделаида, Феофано, Ельвига, Матильда, Ида и Софья, которые были настоятельницами монастырей в Кёльне, Майнце, Эссене, Нивеле, Нойсе, Диткирхене, Филлахе и Гандерсхайме, а братья Людольф, Оттон и Герман занимали важные церковные и светские должности. Герман в 1036 году стал архиепископом кёльнским и канцлером Италии, Оттон — в 1035—1045 годах — пфальцграфом Лотарингии, затем герцогом Швабии в 1045—1047 годах, графом Дойца (Deutz) и Ауэльгау (Auelgau) в 1025—1047 годах.
В 1025 году вместе с мужем Рыкса была коронована на польский трон. В конце 1031 года, в связи с политической ситуацией (свержением Безпримом её мужа Мешко II и его бегством в Чехию), решила вернуться в Германию.
В браке с Мешко II родила троих детей: в 1016 году Казимира Кароля (будущего польского князя Казимира I), Рыксу (имя не точное) и между 1020 и 1025 — Гертруду.
Рыкса Лотарингская была прекрасно образована, поэтому занималась воспитанием и обучением детей.
Королева отправилась в Германию, забрав с собой сына, дочерей и их ровесницу Матильду, младшую дочь Болеслава Храброго и его четвёртой жены Оды Мейсенской.
В Польшу она больше не вернулась, но до конца жизни пользовалась титулом королевы. Несмотря на отсутствие в стране, Рыкса имела большое влияние на польские дела во время правления своего сына, князя Польши Казимира I Восстановителя, и внука Болеслава II Смелого.
В 1047 году Рыкса стала монахиней основанного её родителями бенедиктинского монастыря Браувайлер (нем. Abtei Brauweiler), находившегося в пределах Пульхайма недалеко от Кёльна, где прожила 16 лет. Перед смертью она завещала всё своё имущество монастырю. Умерла 21 марта 1063 года и была похоронена в Кёльне, в костеле Marii ad Gradus.
В 1817 году при демонтаже костёла останки Рыксы Лотарингской были перенесены в Кёльнский собор.

## ДНК
Судя по результатам палео-днк тестирования останков её внука Ласло I, у Рыксы была митохондриальные гаплогруппа H1u2.